# Кобеля, Богумил
Богумил Кобеля (пол. Bogumił Kobiela) — польский актёр театра и кино.

## Биография
Родился 31 мая 1931 года в Катовице. Учился в Государственной высшей театральной школе в Кракове. Актёр театра «Побережье» в Гданьске (1953–1955 и 1958–1960), студенческого театра «Бим-бом» в Гданьске (1955–1958, вместе со Збигневом Цибульским), театра «Атенеум» в Варшаве (1960–1963), театра «Комедия» в Варшаве (1966–1969). Выступал в Театре Телевидения, часто снимался в сатирических программах Польского телевидения. Умер 10 июля 1969 года от травм, полученных в автомобильной аварии.

## Избранная фильмография
- 1953 — Три повести / Trzy opowieści
- 1954 — Карьера / Kariera
- 1955 — Волшебный велосипед / Zaczarowany rower
- 1955 — Три старта / Trzy starty
- 1958 — Эроика / Eroica
- 1958 — Пепел и алмаз / Popiół i diament
- 1958 — Прощания / Pożegnania
- 1959 — Инспекция пана Анатоля / Inspekcja pana Anatola
- 1960 — Косоглазое счастье / Zezowate szczęście
- 1960 — До свидания, до завтра / Do widzenia, do jutra
- 1961 — Расставание / Rozstanie
- 1963 — Почтенные грехи / Zacne grzechy
- 1963 — Кодовое название «Нектар» / Kryptonim Nektar
- 1964 — Рукопись, найденная в Сарагосе / Rękopis znaleziony w Saragossie
- 1966 — Марыся и Наполеон / Marysia i Napoleon
- 1966 — Брак по расчёту / Małżeństwo z rozsądku
- 1966 — Ад и небо / Piekło i niebo
- 1966 — Клуб профессора Тутки / Klub profesora Tutki (2 серия — Профессор Тутка был журналистом)
- 1966 — Домашняя война / Wojna domowa (10 серия — Гость из заграницы)
- 1967 — Руки вверх/ Ręce do góry
- 1967 — Клуб шахматистов / Klub szachistów
- 1967 — Матримониальный справочник / Poradnik matrymonialny
- 1967 — Париж-Варшава без визы / Paryż-Warszawa bez wizy
- 1967 — Это твой новый сын / To jest twój nowy syn
- 1968 — Клуб профессора Тутки / Klub profesora Tutki (10 серия — О милом старичке)
- 1968 — Всё на продажу / Wszystko na sprzedaż
- 1968 — Кукла / Lalka
- 1968 — Пароль «Корн» / Hasło Korn
- 1968 — Человек с ордером на квартиру / Człowiek z M-3
- 1969 — Новый / Nowy